# Юсубов, Руслан Гарнаевич
Руслан Гарнаевич Юсубов (16 декабря 1989, Махачкала, Дагестанская АССР, РСФСР, СССР) — российский тайбоксер и кикбоксер, чемпион мира и России.

## Спортивная карьера
Тайским боксом занимается с 1999 года. Является воспитанником махачкалинского ДГЦБИ и школы «Скорпион», занимался под руководством Абдулнасыра Меджидова. В мае 2003 года в Москве стал победителем открытого чемпионата России по кикбоксингу по версии IAKSA. В октябре 2005 года в Сочи победил на первенстве России по тайскому боксу среди любителей. В апреле 2006 года в Москве стал обладателем Кубка России. В сентябре 2008 года был включен в состав сборной России на чемпионат мира в Южную Корею, который выиграл. В конце сентября 2009 года в Махачкале стал чемпионом России по тайскому боксу. Участвовал в полуфинальной схватке на чемпионате мира 2011 года в Ташкенте. 

## Достижения
- Чемпионат мира по тайскому боксу 2008 — ;
- Чемпионат России по тайскому боксу 2009 — ;

## Личная жизнь
В 2006 году окончил среднюю школу № 10 в Махачкале. Старший брат: Ренат также кикбоксер и тайбоксер.